# Miloš Kopecký
Miloš Kopecký (22. srpna 1922 Praha – 16. února 1996 Praha) byl český divadelní a filmový herec, zpěvák a pedagog. Od roku 1965 do roku 1991 byl ve stálém angažmá v Divadle na Vinohradech. V letech 1952–1996 ztvárnil také množství filmových i televizních rolí. Od roku 1970 do roku 1985 vyučoval na Pražské konzervatoři herectví.

## Život
Jeho otec Vladimír Kopecký byl majitelem kožešnictví, matka Marta Kopecká (rozená Grimmová) byla modelkou a později se ještě před svatbou vyučila kloboučnicí. Byla Židovka a zemřela v Osvětimi. Aby si za války jeho otec Vladimír Kopecký uchoval živnost, dal se se svojí manželkou rozvést. Miloš Kopecký o tom později v knize Já napsal: „Otec nad maminkou de facto vynesl ortel. Kdyby totiž rodiče nebyli rozvedeni, maminka by se neocitla v Osvětimi, ale zůstala by patrně v Terezíně, kde bylo možné válku přežít.“. Patnáctého srpna 1944 se ocitl v nacistickém pracovním táboře v Bystřici na Benešovsku kvůli svému židovskému původu i Miloš Kopecký.
Po válce a návratu do Prahy začal pracovat v divadle Větrník, nejprve jako obsluha gramofonu a opony, ale postupně se propracoval k herectví. V roce 1946 divadlo Větrník svou činnost ukončilo a Kopecký našel uplatnění nejprve v Divadle satiry, pak ve Studiu Národního divadla a po jeho rozpuštění přešel do činohry Národního divadla. Poté, co se pro jeho opilost nedohrálo představení, odešel do Realistického divadla, hrál v Městských divadlech pražských. Krátce byl i členem KSČ, v roce 1954 byl vyloučen. Opět hrál v Divadle ABC, dva roky v karlínském hudebním divadle a v roce 1965 nastoupil do angažmá Divadla na Vinohradech, kde pak působil čtvrt století. Harpagona v Molièrově Lakomci nehrál jako uslintaného shrbeného stařečka (jako většina ostatních herců), nýbrž jako plnokrevného muže v nejlepších letech, který sice trpí stihomamem, ale jde cílevědomě a nemilosrdně za svými cíli. Jednou z jeho posledních velkých rolí na divadle byl Shakespearův Richard III.
Vystupoval často ve filmu i v televizi, většinou hrál komediální padoušské postavy. Nezapomenutelné jsou jeho postavy zlotřilého královského rádce (Pyšná princezna), pistolníka Hoga Foga (Limonádový Joe), Barona Prášila (Baron Prášil), polního kuráta Katze (Dobrý voják Švejk), pana Petra Voka z Rožmberka (Svatby pana Voka), Jana Lucemburského (Slasti Otce vlasti), Dr. Štrosmajera (Nemocnice na kraji města) a mnoho jiných drobných i větších postav.
V roce 1977 podepsal Antichartu. Počátkem osmdesátých let moderoval protiemigrantský a prorežimní seriál Československé televize Krok do neznáma.
Dne 5. května 1987 vystoupil Miloš Kopecký, tehdy již národní umělec, na IV. sjezdu Svazu československých dramatických umělců v Praze. Stal se prvním umělcem v socialistickém Československu, který se odhodlal říci nahlas komunistům v čele strany a státu, aby odešli z funkcí. Stalo se tak už dva a půl roku před pádem režimu, kdy se ještě většina ostatních Čechů a Slováků bála vyjádřit svobodně názor. Zkrácený, značně seškrtaný text jeho projevu pak zveřejnilo 7. května i Rudé právo. Nahrávku projevu se podařilo dopravit do mnichovského rádia Svobodná Evropa.
V roce 1945 se poprvé oženil se Stellou Zázvorkovou, se kterou měl dceru Janu. Manželství ale vydrželo pouze rok. Další manželkou byla Kateřina Soukupová (řidička tramvaje), následovalo sedm let života u Mileny Le Breux a románek s Věrou Chytilovou. Třetí manželkou byla Jana Lichtenbergová a poslední v roce 1966 tanečnice Jana Křečková. Miloš Kopecký byl známý svou averzí k žárlivosti, svými milenkami se netajil ani před svou zákonnou manželkou. Trpěl maniodepresivní psychózou. Při atacích této nemoci se hlavně opíral o svou poslední choť. Jeho dlouholetou partnerkou byla pak Marta Kaňovská, úspěšná modelka a herečka.
Rád hrával šachy, především se svým přítelem Josefem Bedrnou. Mezi jeho herecké kolegy a přátele patřili Miroslav Horníček, Rudolf Hrušínský, Vlastimil Brodský a Jiří Kodet. Dále se zajímal o politiku, filozofii a miloval psaní dopisů (pozn.: především jeho srdci nejbližšímu příteli, fotografovi Jaroslavu Pastrňákovi, resp. Jerry Pasternakovi do USA).

## Ocenění
- 1979 titul zasloužilý umělec
- 1985 titul národní umělec

## Divadelní role
- 1964 Peter Shaffer: Veřejné oko, Karel Sidley, Hudební divadlo Karlín, režie Rudolf Vedral
- 1965 Burton Lane: Divotvorný hrnec, Vodník Čochtan, Hudební divadlo Karlín, režie Václav Tomšovský
- 1966 Tennessee Williams: Kočka na rozpálené plechové střeše, Taťka, Divadlo na Vinohradech, režie Stanislav Remunda
- 1966 Luigi Pirandello: Člověk, zvíře a ctnost, Průzračný pan Paolino, Divadlo na Vinohradech, režie František Štěpánek
- 1966 August Strindberg: Královna Kristina, Axel Oxenstjerna, Divadlo na Vinohradech, režie František Štěpánek
- 1967 Luigi Pirandello: Jindřich IV., Jindřich IV., Divadlo na Vinohradech, režie Václav Hudeček
- 1967 Pavel Kohout: August August, august, Bumbul, Divadlo na Vinohradech, režie Jaroslav Dudek
- 1967 František Pavlíček: Nanebevstoupení Sašky Krista, Pan Apolek, Divadlo na Vinohradech, režie Luboš Pistorius
- 1968 George Bernard Shaw: Pygmalion, Profesor Henry Higgins, Divadlo na Vinohradech, režie František Štěpánek
- 1968 Jean Anouilh: Miláček Ornifle, Ornifle, Divadlo na Vinohradech, režie František Štěpánek
- 1969 Eugene O´ Neill: Měsíc pro smolaře, Phil Hogan, Divadlo na Vinohradech, režie Stanislav Remunda
- 1969 Milan Kundera: Ptákovina, Ředitel, Divadlo Na zábradlí, režie Václav Hudeček
- 1971 Molière: Lakomec, Harpagon, Divadlo na Vinohradech, režie Jaroslav Dudek
- 1971 Maxim Gorkij: Barbaři, Cyganov, Divadlo na Vinohradech, režie Jaroslav Dudek
- 1972 George Bernard Shaw: Domy pana Sartoria, Sartorius, Divadlo na Vinohradech, režie Jaroslav Dudek
- 1972 Leonid Leonov: Zlatý kočár, Rahuma, Divadlo na Vinohradech, režie Jiří Dalík
- 1973 František Hrubín: Srpnová neděle, Alfréd Morák, Divadlo na Vinohradech, režie Jaroslav Dudek
- 1974 Robert Bolt: Ať žije královna!, De Quarda, Divadlo na Vinohradech, režie Jaroslav Dudek
- 1975 Jan Fuchs: Hurvínek v říši snů, Postava ze snu, Divadlo Spejbla a Hurvínka, režie Jan Fuchs
- 1975 Alexej K. Tolstoj: Car Fjodor, Kníže Vasilij Šujský, Divadlo na Vinohradech, režie Petr P. Vasiljev
- 1976 Maxim Gorkij: Letní hosté, Jakov Petrovič Šalimov, Divadlo na Vinohradech, režie Jan Strejček
- 1976 Karel Čapek: Věc Makropulos, Advokát dr. Kolenatý, Divadlo na Vinohradech, režie Zdeněk Míka
- 1978 George Simon Kaufman: Přišel na večeři, Sheridan Whiteside, Divadlo na Vinohradech, režie Stanislav Remunda
- 1980 Lillian Hellmanová: Lištičky, Horác Giddens, Divadlo na Vinohradech, režie Stanislav Remunda
- 1980 Jiří Hubač: Dům na nebesích, Otec, Divadlo na Vinohradech, režie Václav Hudeček
- 1983 William Shakespeare: Richard III., Richard, Divadlo na Vinohradech, režie Jaroslav Dudek
- 1988 Eugene O´ Neill: Miliónový Marco, Kublaj, velký chán, Národní divadlo, režie Václav Hudeček
- 1989 Michail Bulgakov: Mistr a Markétka, Woland, Divadlo na Vinohradech, režie Jaroslav Dudek
- 1990 William Shakespeare: Sen noci svatojánské, Puk, Agentura pražské kulturní služby, režie Jan Kačer
- 1991 Vercors: Nepřirozená zvířata, Braddy, Divadlo na Vinohradech, režie Jaroslav Dudek
- 1996 Eduard Martin: Královské vteřiny, Komorník, Divadlo Ungelt, režie Jurij Galin

## Filmografie (výběr)
- 1949 Daleká cesta (vězeň)
- 1951 Císařův pekař – Pekařův císař (alchymista)
- 1952 Pyšná princezna (královský kancléř)
- 1954 Cirkus bude! (Tonda, hudební klaun)
- 1954 Nejlepší člověk (lékárník a radní Valerián Kýla)
- 1954 Stříbrný vítr (nadporučík Gerlič)
- 1955 Byl jednou jeden král… (princ Chytrý)
- 1955 Jan Žižka (pán ze Šternberka)
- 1955 Psohlavci (správce Koš)
- 1956 Dobrý voják Švejk (polní kurát Katz)
- 1957 Dědeček automobil (Albert de Dion)
- 1958 Hvězda jede na jih (průvodce)
- 1958 O věcech nadpřirozených
- 1961 Muž z prvního století (čalouník Josef)
- 1962 Baron Prášil (baron Prášil)
- 1963 Král Králů (Izmail el Sarif ben Serfi)
- 1964 Limonádový Joe aneb Koňská opera (Horác Badman alias Hogofogo)
- 1965 Bílá paní (tajemník MNV)
- 1967 Přísně tajné premiéry (Müller)
- 1969 Já, truchlivý bůh (Adolf)
- 1969 Slasti Otce vlasti (český král Jan Lucemburský)
- 1970 Svatby pana Voka (pan Petr Vok z Rožmberka)
- 1970 Zabil jsem Einsteina, pánové… (Wertheim)
- 1970 Pane, vy jste vdova! (profesor Somr)
- 1971 Hry lásky šálivé (část Arabský kůň) (messer Francesco Vergelessi)
- 1971 Slaměný klobouk (Maurice Fadinard)
- 1971 Vražda v hotelu Excelsior (Arno Hnízdo, ředitel hotelu)
- 1972 Šest medvědů s Cibulkou (Švihák, ředitel cirkusu)
- 1973 Noc na Karlštejně (vévoda Štěpán Bavorský)
- 1974 Jak utopit dr. Mráčka aneb Konec vodníků v Čechách (Wassermann)
- 1976 To byla svatba, strýčku! (Alfons Karásek)
- 1976 Zítra to roztočíme, drahoušku…! (Evžen Novák)
- 1977 Adéla ještě nevečeřela (Matěj Kráčmera – baron Ruppert von Kratzmar)
- 1979 Božská Ema (čechoameričan Herold Samuel)
- 1979 Causa králík (JUDr. Oldřich Lukášek)
- 1979 Já už budu hodný, dědečku! (herec Theodor Bergner)
- 1980 Jak napálit advokáta (JUDr. Hořic)
- 1981 Křtiny – (technický náměstek Ing. Leoš Čirůvka)
- 1981 Tajemství hradu v Karpatech (baron Robert Gorc z Gorceny)
- 1982 Srdečný pozdrav ze zeměkoule (profesor Horowitz)
- 1983 Anděl s ďáblem v těle (sekční šéf min. financí Boura)
- 1983 Tři veteráni (skřítek)
- 1984 Prodloužený čas (prof. Svozil)
- 1985 Čarovné dědictví (vetešník)
- 1986 Zkrocení zlého muže (Bayer)
- 1988 Anděl svádí ďábla (ministr obchodu Boura)
- 1994 Andělské oči (Krause)
- 1994 Učitel tance (Richardův dědeček)
- 1996 Kouzelný měšec (regent)

## Televize (výběr)
- 1961 Ztracená revue (hudební groteska) – role: pán v klobouku
- 1962 Kočár nejsvětější svátosti (film) – role: tajemník Martinez
- 1966 Sedm koní a vavříny (film) – role: Werner, majitel sázkové kanceláře
- 1967 Deštník (inscenace povídky) – role: soudce
- 1968 Hříšní lidé města pražského (televizní seriál) 8.díl Telegram z Neapole – role: defraudant Sebekovský
- 1969 Trapasy (film)
- 1971 Sedm žen Alfonse Karáska (film) – hlavní role: Alfons Karásek
- 1971 Alfons Karásek v lázních (film) – hlavní role: Alfons Karásek
- 1972 Lakomec (záznam divadelního představení)
- 1972 Úsměvy světa (cyklus) – role: vypravěč – (4. díl: Stephen Leacock)
- 1972–1973 Ctná paní Lucie (seriál) – role: rytíř Monyfeith
- 1975 Tři muži se žralokem (komedie na motivy povídek Jaroslava Haška) – role: Ferdinand Mestek de Podskal
- 1977 Nemocnice na kraji města (televizní seriál) – role: zástupce primáře MUDr. Josef Štrosmajer
- 1984 Bambinot (televizní seriál) – role: Mitropulos
- 1987 Poslední leč Alfonse Karáska (komedie) – hlavní role: Alfons Karásek
- 1989 Utopím si ho sám (film) – role: Chouň
- 1993 Uctivá poklona, pane Kohn (seriál) – role: Munk